# Mörttjärnen (Resele socken, Ångermanland)
Mörttjärnen är en sjö i Sollefteå kommun i Ångermanland och ingår i Nätraåns huvudavrinningsområde.